# Hölönbujr járás
Hölönbujr járás (mongol nyelven: Хөлөнбуйр сум) Mongólia Keleti tartományának egyik járása. Területe 3800 km². Népessége kb. 1900 fő.
Székhelye, Bajan (Баян) 130 km-re fekszik Csojbalszan tartományi székhelytől.